# Christophe Cotteret
Christophe Cotteret (né en 1976 à Choisy-le-Roi) est un réalisateur français de films documentaires.

## Biographie
Metteur en scène jusqu'en 2010  . Christophe Cotteret a vécu à Beyrouth de 2002 à 2006, il commence en juillet 2006, depuis la guerre qui oppose le Hezbollah à Israël, un projet appelé Projet Liban, une série de quatre spectacles sous forme de théâtre-documentaire, présentés dans différents pays (Belgique, France, Liban, Algérie, Tunisie, Jordanie).
Entre 2010 et 2012 il réalise son premier long-métrage documentaire, co-signé avec Amira Chebli : Démocratie année zéro..
Démocratie année zéro aborde la genèse de la Révolution tunisienne, en retournant à ses origines dans le bassin minier de Gafsa. Sorti en première mondiale au Festival Visions du Réel à Nyon en avril 2013, il sera ensuite diffusé dans 25 festivals internationaux, aux États-Unis et en Europe. Il sort en salle en Belgique en juin 2013, puis en France en octobre 2014,. Pour la revue Positif, Démocratie année zéro est le film le plus lucide et le plus complexe qu'il ait été donné de voir sur le Printemps Arabe.
En 2013, il réalise son second documentaire sur le mouvement islamique tunisien Ennahdha, vainqueur des élections en Tunisie en octobre 2011. Le film Ennahdha, une histoire tunisienne est diffusé à partir du 29 octobre sur la RTBF, puis à partir du 4 novembre 2014 sur Arte, avant d'être rediffusé sur TV5 Monde.
Pour son second film Ennahdha, une histoire tunisienne, il accompagne pendant le plus d'un an les responsables du mouvement islamiste tunisien, continuant ainsi son exploration de la révolution tunisienne et ses conséquences. Pour Jean-Pierre Sereni, le film restitue la complexité de la période historique que la Tunisie est en train de vivre.
À la suite de la diffusion du film Ennahdha, une histoire tunisienne, Christophe Cotteret co-signe avec le politologue Jérôme Heurtaux dans les colonnes de Libération une tribune intitulée Tunisie, la fausse victoire du camp laïc, où il conteste un antagonisme islamiste/laïc comme résultat des élections législatives.
En 2015 il débute au Rwanda la réalisation du film documentaire Inkotanyi (le film), sur l'histoire de Paul Kagame et du mouvement politico-militaire FPR (Front patriotique rwandais). Le film est projeté en compétition officielle à la 30e édition du FIPA en janvier 2017, puis à DOK Leipzik, au Panafrican film Festival de Los Angeles en 2018 et dans plusieurs festivals. Inkotanyi (le film) sort en salles en Belgique le 14 juin 2017. Il est diffusé sur la RTBF le 26 septembre 2017, puis sur Arte le 18 avril 2018. Télérama écrit "Christophe Cotteret livre un éclairage ample, exigeant, enrichi d’archives inédites, sur les rouages de la mécanique génocidaire, le rôle ambigu de la France, la lâcheté de la communauté internationale et, surtout, sur les multiples visages du FPR."  Le Monde évoque un " sujet est si douloureux et polémique que l’exercice exige de la prudence et de la mesure. Il y en a dans ce film riche d’archives inédites."
En juin 2024, son documentaire White Power, au coeur de l'extrême droite est diffusé sur la RTBF au moment des élections législatives françaises qui voit le Rassemblement National en position de favori. Dans ce contexte, Christophe Cotteret publie une tribune dans les pages de Libération rappelant la vision racialiste des partis d'extrême droite européens.

## Filmographie
- 2012 : Démocratie année zéro à propos de la genèse de la révolution tunisienne[19],[20],[10],[21],[22],[23],[24].
- 2014 : Ennahdha, une histoire tunisienne, sur l'histoire du mouvement islamique tunisien Ennahdha[25].
- 2017 : Inkotanyi : Paul Kagame et la tragédie rwandaise[26].
- 2020 : Daech, le dilemme de la justice.[27]
- 2022: 13 novembre 2015: Anatomie d'une instruction
- 2024: White Power: au cœur de l’extrême droite.[28]